# إلينور هويت برينرد
إلينور هويت برينرد (بالإنجليزية: Eleanor Hoyt Brainerd) (31 يناير 1868، آيوا سيتي في الولايات المتحدة - 18 مارس 1942، باسادينا في الولايات المتحدة)؛ صحفية وروائية أمريكية.

## روابط خارجية
- إلينور هويت برينرد على موقع IMDb (الإنجليزية)
- إلينور هويت برينرد على موقع قاعدة بيانات الفيلم (الإنجليزية)